# NGC 1712
NGC 1712 је расејано звездано јато у сазвежђу Златна риба које се налази на NGC листи објеката дубоког неба.
Деклинација објекта је - 69° 24' 27" а ректасцензија 4h 50m 58,5s. Привидна величина (магнитуда) објекта NGC 1712 износи 10,1. NGC 1712 је још познат и под ознакама ESO 56-SC11.